# Adventi fénytrolibusz

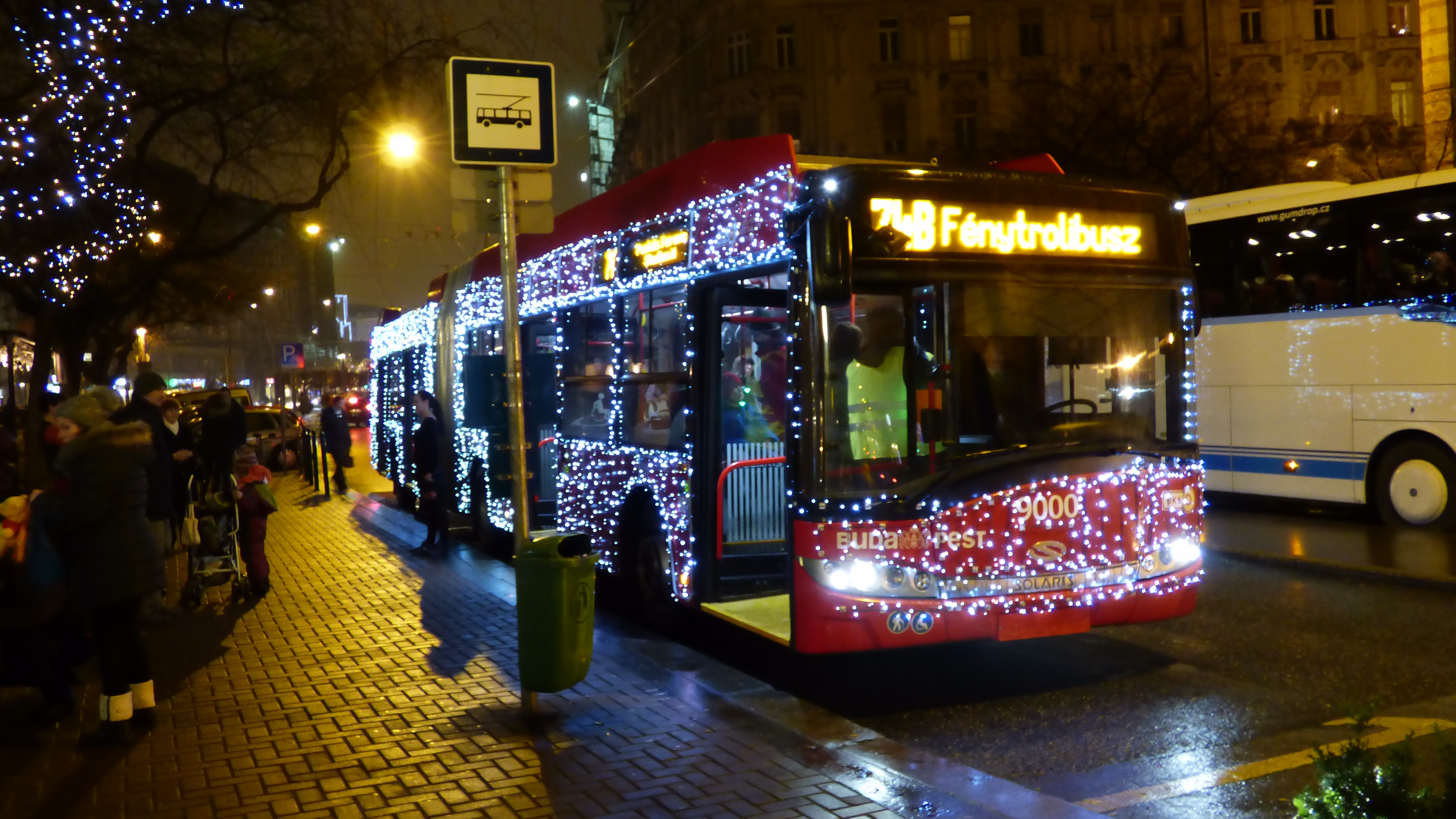
Fénytrolibusz Budapesten 2015 decemberében

Az adventi fénytrolibusz, vagy egyszerűen csak fénytrolibusz karácsony környékén szokott közlekedni Magyarország mindhárom, trolibusszal rendelkező városában. Ezeket a járműveket kívül égősorral látják el, melyeket sötétedés után felkapcsolnak és díszkivilágításban közlekednek.

## Budapest

### 2014
2014. december 8-án közlekedett először Budapesten fénytrolibusz a 72-es vonalon normál díjszabással. A vonalon a 927-es pályaszámú ZiU–9 típusú trolibusz közlekedett körülbelül 5300 db LED-izzókból összeállított fényfüzérrel feldíszítve.

#### F járat
December 20-án a fényvillamos-fotósmenet népszerűségének hatására a BKK F jelzéssel elindította a fénytrolibusz fotósmenetét. Az F járat a Puskás Ferenc Stadiontól indult, és a Kőbányai úton érte el a 83-as trolibusz útvonalát, amin végigment (Orczy tér – Fővám tér – Orczy tér), majd visszament a Kőbányai úton a Puskás Ferenc Stadionig, ahonnan a 75-ös vonalán az Ötvenhatosok teréig haladt. Innen a 74-es vonalán a Károly körútig ment, majd visszament az Ötvenhatosok terére, ahonnan a Jászai Mari térig ment a 75-ös vonalán, majd vissza az Ötvenhatosok terére, ahonnan a 79-es vonalon haladva betért a Keleti pályaudvarhoz, utána a Dembinszky utca – Bethlen Gábor utca útvonalon érte el a 78-as Garay utcai végállomását. A Garay utcától a troli a Kossuth térre ment, ahonnan a 70-es troli vonalán az Erzsébet királyné útjáig közlekedett, majd a 70-es garázsmeneti útvonalán ment a Puskás Ferenc Stadionig. A trolibusz innen a 77-es vonalán ment az Öv utcáig, majd vissza a Komócsy utcáig, ahonnan a 82-es Örs vezér téri végállomásáig haladt. A trolibusz végighaladt a 82-es vonalán az Uzsoki utcai Kórházig, majd vissza az Egressy útnál a 77-es vonalára kanyarodott amin végigment a Puskás Ferenc Stadion és a Kerepesi út érintésével a Keleti pályaudvarig.

### 2015
2015. december 5-én a BKK elindította a Mikulásgyárral együttműködve a mikulástrolit, amin ajándékokat és adományokat lehetett leadni a rászoruló gyerekeknek, illetve a gyerekek együtt utazhattak a Mikulással és krampusz segítőjével. A vonalon a BKK egyik újonnan beszerzett Solaris Trollino 18 típusú, 9000-es pályaszámú járműje közlekedett a város 11 különböző trolibusz vonalán, hétköznap 17 és 20 óra, hétvégén 10 és 20 óra között december 19-ig. December 20-ától december 24-e és 31-e kivételével január 6-áig ugyanez a trolibusz közlekedett Fénytroli néven naponta 17 és 21 óra között a 74B vonalon.

## Debrecen

### 2015
A 30 éves debreceni trolibusz-közlekedés emlékére 2015 decemberében adventi fénytrolibusz közlekedik Debrecenben 2015. december 16. és 2016. január 3. között. A 378-as pályaszámú fénytrolibuszt már három nappal indulása előtt bemutatták a Kossuth téren. A járművön utazni normál díjszabású jeggyel lehet; a fénytrolibusz Debrecen összes trolibuszvonalán közlekedik.

## Szeged

### 2013
Egy ZiU–9 típusú nosztalgia AdvenTroli 2013. december 6. és 26. között közlekedett, munkanapokon az 5-ös, hétvégén pedig a 9-es vonalon.

### 2014
A ZiU–9 típusú nosztalgia AdvenTroli ismét közlekedett 2014. december 6. és 26. között közlekedett változatlanul 5-ös trolibusz vonalán.

### 2015
2015-ben ismét közlekedett a fénytrolibusz december 6. és 26. között ismét az 5-ös vonalon.